# Go-Bang's
Le Go-Bang's erano un gruppo femminile pop giapponese, attivo tra la fine degli anni '80 e l'inizio del '90. Formato da tre ragazze, il gruppo si sciolse nel 1994 quando Kaori Moriwaka, la cantante/compositrice, decise di iniziare una carriera solista come cantautrice/produttrice/attrice. Le altre due componenti del gruppo, Mitsuko Saito (batteria) e Misa Tanishima (basso), sono da allora scomparse dalle scene musicali, sebbene la Saito abbia suonato brevemente con qualche altro gruppo, oltre che in un video per una canzone della famosa cantante j-pop Namie Amuro.

## Storia
Inizialmente le Go-Bang's erano formate da quattro membri, tuttavia la chitarrista abbandonò il gruppo prima che esso divenisse famoso, quindi non si sa molto di lei.

Nel momento più alto della loro carriera, l'album Greatest Venus entrò direttamente nella prima posizione della classifica giapponese Oricon di vendite, e vi rimase per due settimane consecutive. Lo stile musicale dell'album era piuttosto inusuale, trattandosi del più spensierato bubblegum pop influenzato, però, dal duro punk rock. A causa della mancanza di una chitarra nel gruppo, per l'album Samantha le Go-Bang's lavorarono insieme ai King Gang's, un trio maschile loro complementare che fornì i suoni di chitarra elettrica e tastiere.
L'album Samantha fu mixato da Michael Haas, l'ingegnere del suono della band techno/house 808 State, che registrava ai Revolution Studio di Manchester, UK. Inoltre, la canzone che dava il nome all'album, Samansa, fu remixata in inglese da John Waddel della Rhythm King Productions, la casa di produzione della cantante britannica club/pop Betty Boo. Tale versione remixata fu pubblicata in un EP di canzoni remix delle Go-Bang's, Darrin.
Grazie alla musica orecchiabile, allegra e vivace con alcune influenze dell'allora popolare punk, le Go-Bang's ebbero un certo impatto nelle classifiche giapponesi per qualche tempo, tuttavia come tanti gruppi andarono gradualmente scomparendo, fino a sparire totalmente dalle scene musicali a metà anni '90. La loro influenza, tuttavia, si fece sentire in band successive, come ad esempio i Titan Go-King's.

## Formazione
- Kaori Moriwaka (voce, testi)
- Mitsuko Saito (batteria)
- Misa Tanishima (basso)

## Discografia

### Album
- ゴーバニックランド (Gobanic Land) (Pony Canyon, 21 maggio 1988)
- ピグミ→・ピンキ→ (Pygmy Pinky) (Pony Canyon, 21 novembre 1988)
- スペシャル アイ・ラブ・ユー (Special I Love You) (Pony Canyon, 5 maggio 1989)
- グレイテスト・ビーナス (Greatest Venus) (Pony Canyon, 3 marzo 1990)
- SAMANTHA (Pony Canyon, 3 marzo 1991)
- DARRIN (Pony Canyon, 6 giugno 1991)
- ワンダーフルーツ (Wonder Fruits) (BMG Victor, 22 luglio 1992)
- DANGEROUS CHARMS (BMG Victor, 23 giugno 1993)
- THE RECYCLE HITS (BMG Victor, 21 novembre 1993)
- バイオニックロック (Bionic Rock) (BMG Victor, 21 aprile 1994)

### Raccolte
- 7DAY'S GO! GO! BOX (14 febbraio 1986)
- ハッスルはお好き? (Would You Like Hustle?) (Switch, 21 maggio 1988)
- THE TV ショー (The TV Show) (Pony Canyon, 21 settembre 1989)

### EP
- HUSTLE BANG! BANG! (Switch, 21 maggio 1987)
- プリマドンナはお好き? (Would You Like Prima Donna?) (Switch, 21 ottobre 1987)

### Singoli
- ざまぁ カンカン 娘(ガール) (That'll Show You Girl) (Pony Canyon, 21 aprile 1988)
- かっこイイ(E)、ダーリン。(Cool Darlin') (Pony Canyon, 21 novembre 1988)
- スペシャル・ボーイフレンド (Special Boyfriend) (Pony Canyon, 21 aprile 1989)
- あいにきて I・NEED・YOU! (Come To See Me, I Need You!) (Pony Canyon, 27 dicembre 1989)
- 無敵のビーナス (Invincible Venus) (Pony Canyon, 21 aprile 1990)
- ロックンロールサンタクロース (Rock 'n' Roll Santa Claus) (Pony Canyon, 21 novembre 1990)
- BYE・BYE・BYE (Pony Canyon, 21 febbraio 1991)
- ちょっとだけハイカラ (A Little Bit Of Plush) (BMG Victor, 8 luglio 1992)
- 恋のフリフリ(Amorous Sway) (BMG Victor, 16 dicembre 1992)
- ダイナマイトガイ (Dynamite Guy) (BMG Victor, 23 giugno 1993)
- キスしたい (I Wanna Kiss) (BMG Victor, 21 aprile 1994)